# Ethiope
«Эфиоп» (англ. Ethiope) — колёсный пароход с парусным вооружением, построенный в 1839 году в Англии. Судно принимало участие в исследовательских экспедициях британского путешественника Джона Бикрофта в Западной Африке.

## Постройка
Строился «Эфиоп» на верфи английского города Ливерпуль, под руководством судостроителя Томаса Уилсона, по заказу британского бизнесмена Роберта Джеймисона. Пароход предназначался для исследовательских экспедиций в глубь Африканского континента, а также для перевозок грузов и пассажиров по рекам Африки. Судно было спущено на воду в 1839 году, после этого пароход отправился через Атлантический океан к берегам Африки.

## Описание
Судно представляло собой пароход с бортовыми гребными колёсами и парусным вооружением. «Эфиоп» был оснащён тремя мачтами и конденсационным поршневым двигателем мощностью 30 лошадиных сил. На верхней палубе было размещено 9 фунтовое артиллерийское орудие с поворотным лафетом, 6 пушек меньшего калибра размещались в портах на обоих бортах судна.

## Эксплуатация
В сентябре 1839 года «Эфиоп» отправился из Ливерпуля на Фернандо-По. Перовой задачей, которая была построена Робертом Джеймисоном, было найти путь через реки Бенин, Кросс и Старый Калабар к среднему течению реки Нигер и попытаться установить коммерческие контакты с внутренними районами Западной Африки.
В апреле 1840 года «Эфиоп» начал восхождение по реке Бенин под командованием капитана британского флота Джона Бикрофта. Экспедиция направилась через реку Уорри, приток Бенина. Поднявшись на 400 миль вверх по реке Бикрофту и его спутникам удалось найти место где река Бенин максимально сближалась с Нигером. Однако болезни и смертность среди моряков европейцев показали Бикрофту и Джеймисону, что для торговли на Нигере можно использовать только пароходы, полностью укомплектованные моряками африканцами под руководством европейских офицеров и инженеров.
Также в 1840 году на Эфиопе поднялся по реке Ошун, которую Джон Бикрофт переименовал в честь своего корабля в Эфиоп. 13 августа 1841 года экспедиция вошла в левый рукав Нигера — Нун. В 1842 году Бикрофт на «Ethiope» провёл операцию по спасению членов Нигерийской экспедиции 1841 года. После этого Бикрофт поднялся на 120 миль по рекам Кросс и Старый Калабар. В 1845 году он изучил побережье Камеруна и реку Габон. Бикрофт был вынужден отказаться от намеченной на 1847 год экспедиции на Нигер из-за проблем с Эфиопом. Ещё когда экспедиция находилась на реке Габон, котлы судна внезапно вышли из строя. Хотя инженеру и удалось починить их, чтобы завершить исследование этой реки, дальнейшее использование судна стало небезопасным. Экспедиция вернулась на Фернандо-По где судно было законсервировано, а потом разобрано. Под опекой капитана Бекрофта и доктора Кинга части парохода были перевезены в Англию.

## Дополнительная информация
Название «Эфиоп» носил транспортный корабль британского флота построенный в Ливерпуле в 1906 году. Во время Первой мировой войны он доставлял в Британию сырьё из Африки. В 1915 году он был торпедирован немецкой подводной лодкой и затонул.